# رحمت‌آباد (زرقان)
رحمت‌آباد، شهری در بخش رحمت‌آباد شهرستان زرقان در استان فارس ایران است. این شهر، مرکز بخش رحمت‌آباد است.

## جمعیت
بر پایه سرشماری عمومی نفوس و مسکن در سال ۱۳۹۵، جمعیت شهر رحمت‌آباد برابر با ۳٬۴۰۲ نفر (۱٬۰۲۰ خانوار) بوده است.